# Maniltoa floribunda
Maniltoa floribunda là một loài rau đậu thuộc họ Fabaceae.
Loài này chỉ có ở Fiji.